# Curt Hennig
Curt Hennig (28. marts 1958 – 10. februar 2003) var en amerikansk wrestler, der wrestlede for American Wrestling Association, World Wrestling Federation under navnet Mr. Perfect, World Championship Wrestling og Total Nonstop Action Wrestling. Han vandt én VM-titel hos AWA og senere WWF's Intercontinental Championship, som han holdt i længere tid end nogen anden i 1990'erne. I WCW vandt han WCW United States Heavyweight Championship og WCW World Tag Team Championship sammen med Barry Windham. Hennig døde af en kokainoverdosis i 2003. Han blev 44 år.